# Ken Dženings
Kenet Vejn Dženings III (rođen 23. maja 1974) američki je voditelj šou igara, bivši takmičar i autor. Najpoznatiji je po svom radu u sindikovanoj kviz emisiji Jeopardy! kao takmičar, a kasnije i njen domaćin. Dženings je rođen u Sijetlu, Vašington, ali je odrastao u Južnoj Koreji i Singapuru. Radio je kao kompjuterski programer pre nego što se okušao u Jeopardy! 2004. Tokom svoje prve takmičarske serije, Dženings je obezbedio uzastopne 74 pobede, postavljajući rekorde i privlačeći značajnu medijsku pažnju i gledanost.
Nakon toga, Dženings je nastavio karijeru kao pisac, pišući o svom iskustvu i istražujući istoriju i kulturu američkih trivijalnosti u seriji bestselerskih knjiga. Takođe se pojavljivao u drugim igrama, uključujući The Chase, i bio je domaćin podkasta Omnibus. Vratio se u Jeopardy! 2020. godine kao producent, a kasnije i gostujući voditelj programa nakon smrti voditelja Aleksa Trebeka iste godine. Delio je puno radno vreme domaćina u početku sa glumicom Maijim Bijalik do 2023. godine, kada je postao stalni domaćin.
Dženings drži brojne rekorde u šou igrama: on je američki takmičar sa najvećom zaradom, osvojio je novac na pet različitih programa, uključujući 4.522.700 dolara na Jeopardy!. Njegovo prvobitno pojavljivanje u programu označava najduži pobednički niz, a takođe drži rekord za najviši prosečni nivo tačnih odgovora po igri. Pored toga, Dženings je dobio nagradu za prvo mesto u igri Jeopardy! The Greatest of All Time (2020).

## Bibliografija
- Jennings, Ken (2023). 100 Places to See After You Die: A Travel Guide to the Afterlife. New York: Scribner. ISBN 978-1-5011-3158-5. OCLC 1347430851.
- Jennings, Ken (2018). Planet Funny: How Comedy Took Over Our Culture. New York: Scribner. ISBN 978-1-5011-0058-1.
- Jennings, Ken (2016). Ken Jennings' Junior Genius Guides: Dinosaurs. New York: Little Simon. ISBN 978-1-4814-2956-6.
- Jennings, Ken (2015). Ken Jennings' Junior Genius Guides: Ancient Egypt. New York: Little Simon. ISBN 978-1-4814-2952-8.
- Jennings, Ken (2015). Ken Jennings' Junior Genius Guides: The Human Body. New York: Little Simon. ISBN 978-1-4814-0173-9.
- Jennings, Ken (2014). Ken Jennings Junior Genius Guides: Outer Space. New York: Little Simon. ISBN 978-1-4814-0170-8.
- Jennings, Ken (2014). Ken Jennings' Junior Genius Guides: U.S. Presidents. New York: Little Simon. ISBN 978-1-4424-7332-4.
- Jennings, Ken (2014). Ken Jennings' Junior Genius Guides: Greek Mythology. New York: Little Simon. ISBN 978-1-4424-7330-0.
- Jennings, Ken (2014). Ken Jennings' Junior Genius Guides: Maps and Geography. New York: Little Simon. ISBN 978-1-4424-7328-7.
- Jennings, Ken (2012). Because I Said So! The Truth Behind the Myths, Tales, and Warnings Every Generation Passes Down to Its Kids. New York: Scribner. ISBN 978-1-4516-5625-1.
- Jennings, Ken (2011). Maphead: Charting the Wide, Weird World of Geography Wonks. New York: Scribner. ISBN 978-1-4391-6717-5.
- Jennings, Ken (2010). Colossal Book of Wordplay. New York: Puzzlewright. ISBN 978-1-4027-6503-2., with Martin Gardner
- Jennings, Ken (2008). Ken Jennings's Trivia Almanac: 8,888 Questions in 365 Days. New York: Villard. ISBN 978-0-345-49997-4.
- Jennings, Ken (2006). Brainiac: Adventures in the Curious, Competitive, Compulsive World of Trivia Buffs. New York: Villard. ISBN 978-1-4000-6445-8.

## Spoljašnje veze
- Zvanični veb-sajt
- Omnibus podcast web site
- Jennings' February 2013 TED talk (video), "Watson, Jeopardy, and me, the obsolete know-it-all" Архивирано фебруар 27, 2014 на сајту
- Ken Jennings na sajtu  (jezik: engleski)
- 2006 IMNO Interview with Ken Jennings